# 郝时晋
郝时晋（？—），男，中华人民共和国政治人物。曾任中共中央党校校务委员、秘书长、教育长，中国马克思主义研究基金会副理事长。